# ماسون لامب
ماسون لامب (بالإنجليزية: Mason Lamb)‏ هو لاعب كرة قدم أمريكي، ولد في 8 فبراير 2001 في كليرمونت في الولايات المتحدة. لعب مع Rollins Tars men's soccer ‏.